# Тель-Ицхак
Тель-Ицхак (ивр. תל יצחק‎) — кибуц в центре Израиля. Расположен на прибрежной равнине к юго-востоку от Нетании; находится под юрисдикцией регионального совета Хоф-ха-Шарон.

## История
Район Тель-Ицхак, граничащий с водно-болотными угодьями ручья Полег, был заселен с перерывами со времен среднего палеолита, с пиковыми периодами заселения в среднем и позднем бронзовом веке (XVII—XIII вв. до н. э.), византийском (IV—VII в. н. э.) и позднем османском периодах (XIX-начало XX в). До XX века эта территория входила в состав леса Шарон и была частью земель деревни Габат-Кафр-Сур. Это был открытый лесной массив, простиравшийся от Кфар-Йоны на севере до Раананы на юге. Местные арабские жители традиционно использовали эту территорию под пастбища, заготовку дров и периодическую обработку земли. Интенсификация заселения и развития сельского хозяйства на прибрежной равнине в XIX веке привела к вырубке лесов и последующей деградации окружающей среды.
Кибуц основан в 1938 году иммигрантами из Галиции в рамках кампании по строительству Стена и башня. Он был назван в честь Ицхака Штайгера, лидера организации Ха-Ноар Ха-Циони в Галиции.

## Население
По данным Центрального статистического бюро Израиля, население на начало 2020 года составляло 1 021 человек.

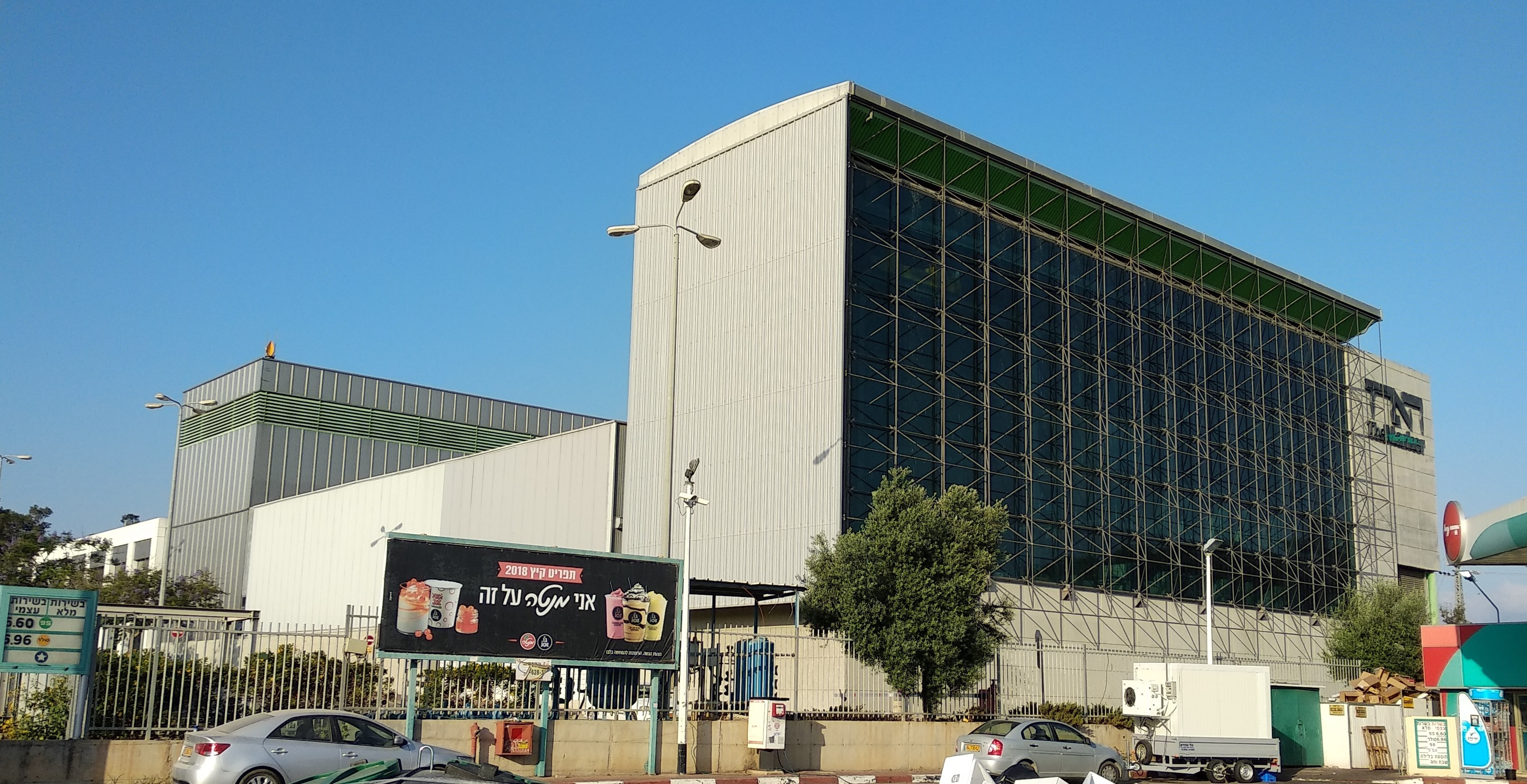
Пресс-служба газеты «Гаарец», Тель-Ицхак

В 1949 году рядом с кибуцем была основана молодёжная деревня Неве-Хадасса.
На въезде в Тель-Ицхак с 1997 года работает «Графопринт» — типография «Гаарец».
В Тель-Ицхаке работает Институт Холокоста «Месуа». В состав института входят центр изучения Холокоста, исторический музей, а также Архив сионистской молодежи. Ежегодно институт проводит церемонию с участием представителей власти и известных деятелей искусства.

## Заповедник
К юго-западу от кибуца находится заповедник площадью 8 дунамов, созданный в 1968 году для защиты флоры и фауны, типичных для равнины Шарон. Флора включает Ceratonia siliqua, Calicotome villosa, Thymelaea hirsuta, Prasium majus, Anagyris и Lavandula stoechas.

## Галерея

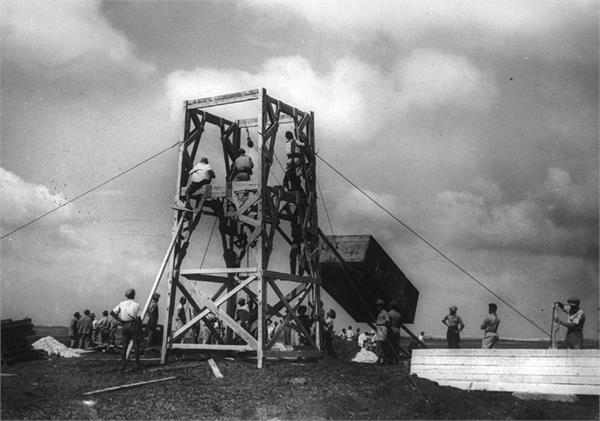
Строительство сторожевой башни Тель-Ицхак, 1938 г.
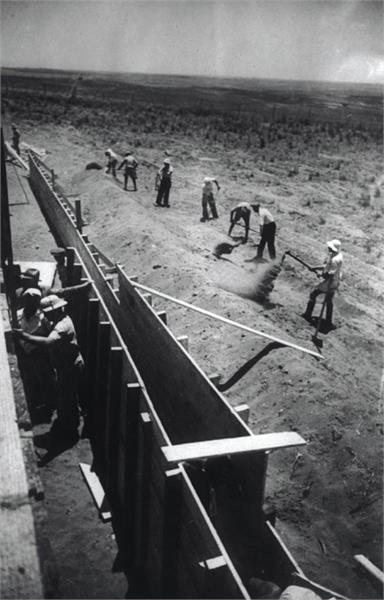
Строительство стены Тель-Ицхака, июль 1938 г.
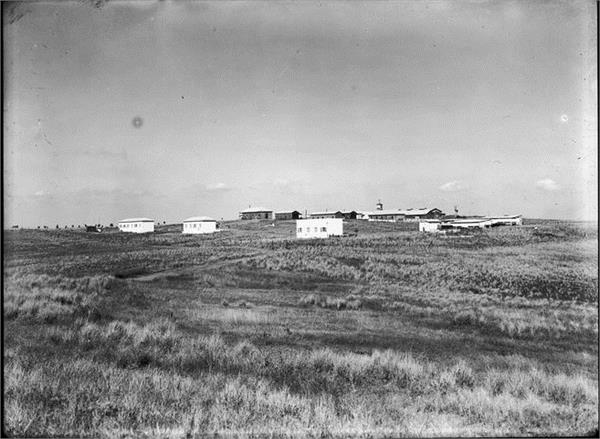
Тель-Ицхак 1939
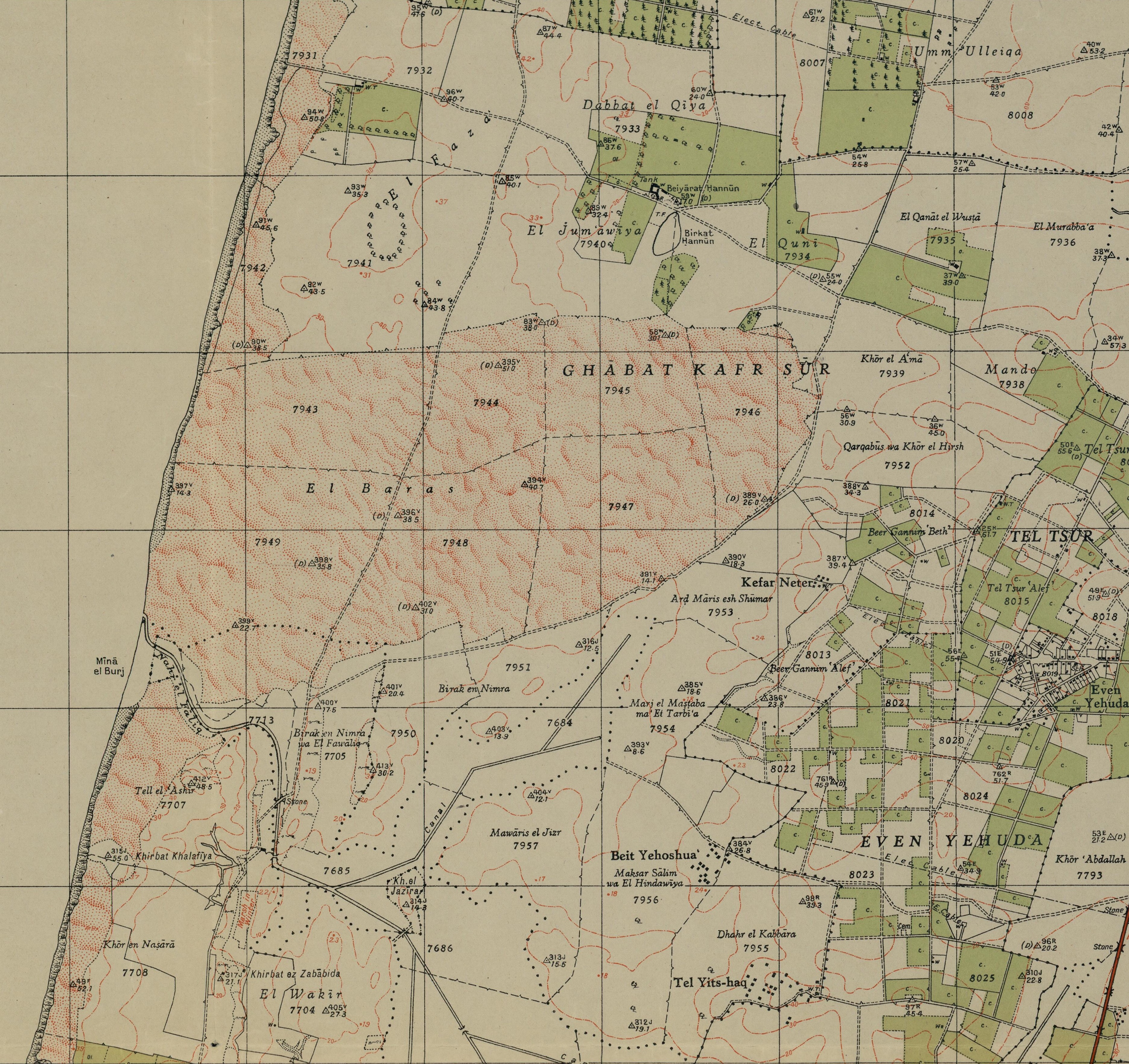
Тель-Ицхак, 1944 1:20 000 (нижний правый квадрант: Тель-Ицхак)